# نصب بيبستون الوطني
نصب بيبستون الوطني Pipestone National Monument يقع في جنوب غرب مينيسوتا، على بعد كيلومترات قليلة شمال مدينة بيبستون، مينيسوتا تيقع على طول الطرق السريعة للطريق السريع الأمريكي 75 وطريق ولاية مينيسوتا 23 وطريق ولاية مينيسوتا 30. المحاجر مقدسة لدى العديد من القبائل في أمريكا الشمالية، بما في ذلك داكوتا ولاكوتا وغيرها من قبائل الأمريكيين الأصليين، وكانت تُعتبر أرضًا محايدة في الماضي التاريخي حيث يمكن لجميع الأمم استخراج الحجارة لصنع الغليون الاحتفالي. الكاتلينيت [الإنجليزية]، أو "حجر الغليون"، يستخدم تقليديًا لصنع الغليون الاحتفالي، وهو أمر حيوي للممارسات الدينية التقليدية لسهول الهنود. يعتقد علماء الآثار أن الموقع قيد الاستخدام لأكثر من 3000 عام مع العثور على حجرغليون مينيسوتا داخل تلال الدفن في أمريكا الشمالية والتي يعود تاريخها إلى وقت سابق بكثير.

## تاريخه
من القرنين الخامس عشر إلى الثامن عشر عاش شعب آيوا بالقرب من المحجر. بحلول القرن الثامن عشر ، كانت قبيلة سيوكس القبيلة المهيمنة في المنطقة. في 11 أكتوبر 1849 ، كان القرار الخامس الذي أقرته الهيئة التشريعية الإقليمية في مينيسوتا هو إرسال كتلة من حجر القلابة إلى نصب واشنطن في واشنطن العاصمة. تم جمعه من قبل "هنري إتش سيبيلي [الإنجليزية]". يشار إلى الحجر الأحمر باسم "اينيانسا (ínyanša) "في لغة داكوتا / لاكوتا. في عام 1851 ، وقعت فرقتا سيسيتون و وابيتون من داكوتا على معاهدة "معبر سيوكس (Traverse des Sioux) "التي تتنازل عن جنوب غرب مينيسوتا إلى حكومة الولايات المتحدة بما في ذلك المحجر. ومع ذلك ، طالب شعب يانكتون ببعض هذه الأراضي الممنوحة ولم يكونوا حاضرين ولا موقعين على المعاهدة. لحماية الموقع ، حصل قبيلة اليانكتون سيوكس على وصول غير مقيد عبر المادة 8 من معاهدة يانكتون الموقعة في 19 أبريل 1858. أنشأ هذا محمية مربعة مساحتها ميل واحد ، تزيد عن 600 فدان ، والتي تعرضت للتعدي من قبل المستوطنين عدة مرات. في عام 1891 ، استولت الولايات المتحدة على قطعة أرض مساحتها 100 فدان من محمية يانكتون لإنشاء مدرسة المدارس الداخلية الهندية الأمريكية. طعنت قبيلة اليانكتون في هذه المصادرة باعتبارها غير قانونية وأخذت دعواها إلى المحكمة العليا الأمريكية. قضت المحكمة لصالحهم في عام 1926 وأمرت بتعويضهم. بعد ذلك ، أصبحت الأرض تحت السيطرة الكاملة لحكومة الولايات المتحدة. أغلقت مدرسة مدرسة بايبستون الهندية في عام 1953 وتم نقل المساحة المتبقية من المدرسة إلى إدارة مينيسوتا للموارد الطبيعية لإنشاء منطقة إدارة الحياة البرية بايبستون. حدث تغيير في الحدود في 18 يونيو 1956 مع تقليص المحمية الأصلية إلى 108 فدان فقط.

## التأسيس
تأسس النصب التذكاري الوطني بموجب قانون من الكونجرس في 25 أغسطس 1937، وأكد قانون التأسيس على حقوق التنقيب للأمريكيين الأصليين. يمكن لأي عضو مسجل في قبيلة أمريكية هندية معترف بها على الصعيد الفيدرالي التقدم بطلب للحصول على تصريح تنقيب مجاني لحفر الحجر الأحمر. تتشاور خدمة المتنزهات الوطنية بانتظام مع ممثلين من 23 قبيلة أمريكية هندية تابعة لمناقشة ممارسات إدارة الأراضي والحفاظ على التراث وتصميم المعارض وغيرها من جوانب إدارة المتنزه. تم إدراج المنطقة التاريخية في السجل الوطني للأماكن التاريخية تحت عنوان "كانوموكي — نصب بايبستون التذكاري الوطني". "كانوموكي تعني محجر الحجر الأحمر "بلغة الداكوتا. تم أيضًا تصنيف محاجر الحجر الأحمر داخل النصب التذكاري على أنها موقع تاريخي لولاية مينيسوتا.

## الفعاليات
خلال أشهر الصيف تقام العروض الثقافية في النصب التذكاري. يرعى مركز ثقافة الهنود في الغرب الأوسط العلوي، الواقع داخل مركز الزوار، عروضًا لصنع الأنابيب من قبل صانعي الحرف اليدوية الأصليين باستخدام الحجر من المحاجر. ينحت الأمريكيون الأصليون المحليون الأحجار باستخدام التقنيات المتوارثة من أسلافهم. العديد من المتظاهرين هم صانعو أنابيب من الجيل الثالث أو الرابع. يمكن للزوار أيضًا السير على طول مسار ذاتي التوجيه يبلغ طوله ثلاثة أرباع الميل (1.2 كم) لمشاهدة محاجر الحجر الأحمر وشلال. يتوفر دليل المسار في مركز الزوار. تم ترميم حوالي 260 فدانًا (1.1 كيلومتر مربع) من النصب التذكاري الوطني إلى مرج البراري العالي الأصلي. يقوم موظفو النصب بحرق قطع المروج على أساس دوري للسيطرة على الأعشاب الضارة وتحفيز نمو الأعشاب الأصلية. يتم الحفاظ على مساحة أكبر من مرج البراري العالي المستعادة وقطيع صغير من البيسون من قبل وزارة الموارد الطبيعية في ولاية مينيسوتا في منتزه ولاية بلو ماوندز، على بعد 20 ميلاً (32 كم) إلى الجنوب. يتميز مركز الزوار بمعارض حول التاريخ الطبيعي والثقافي للموقع، بما في ذلك عرض للنقوش الصخرية الموجودة حول المحجر. يوجد أيضًا مقطع فيديو تعريفي حول تاريخ محاجر الحجر الأحمر.
- متحف سميثسونيان الوطني للهنود الأمريكيين التابع لمؤسسة سميثسونيان لديه مجموعة واسعة من 705 قطعة من حجر الكاتلنتيت يعزوها إلى مقلع الحجر الرملي، 585 منها عبارة عن غليون.[10]
- غليون الكاتلينيت شرق جبال روكي [11]

## الصور

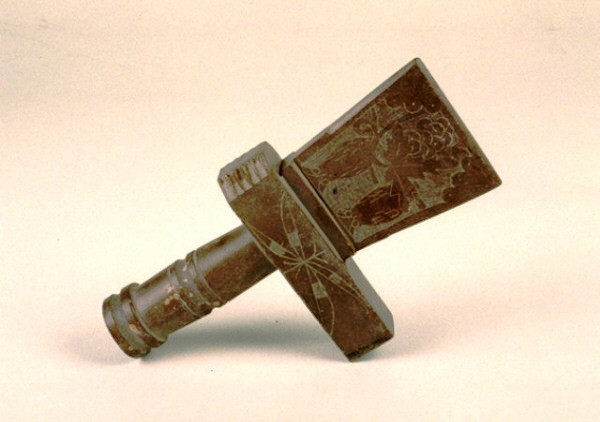

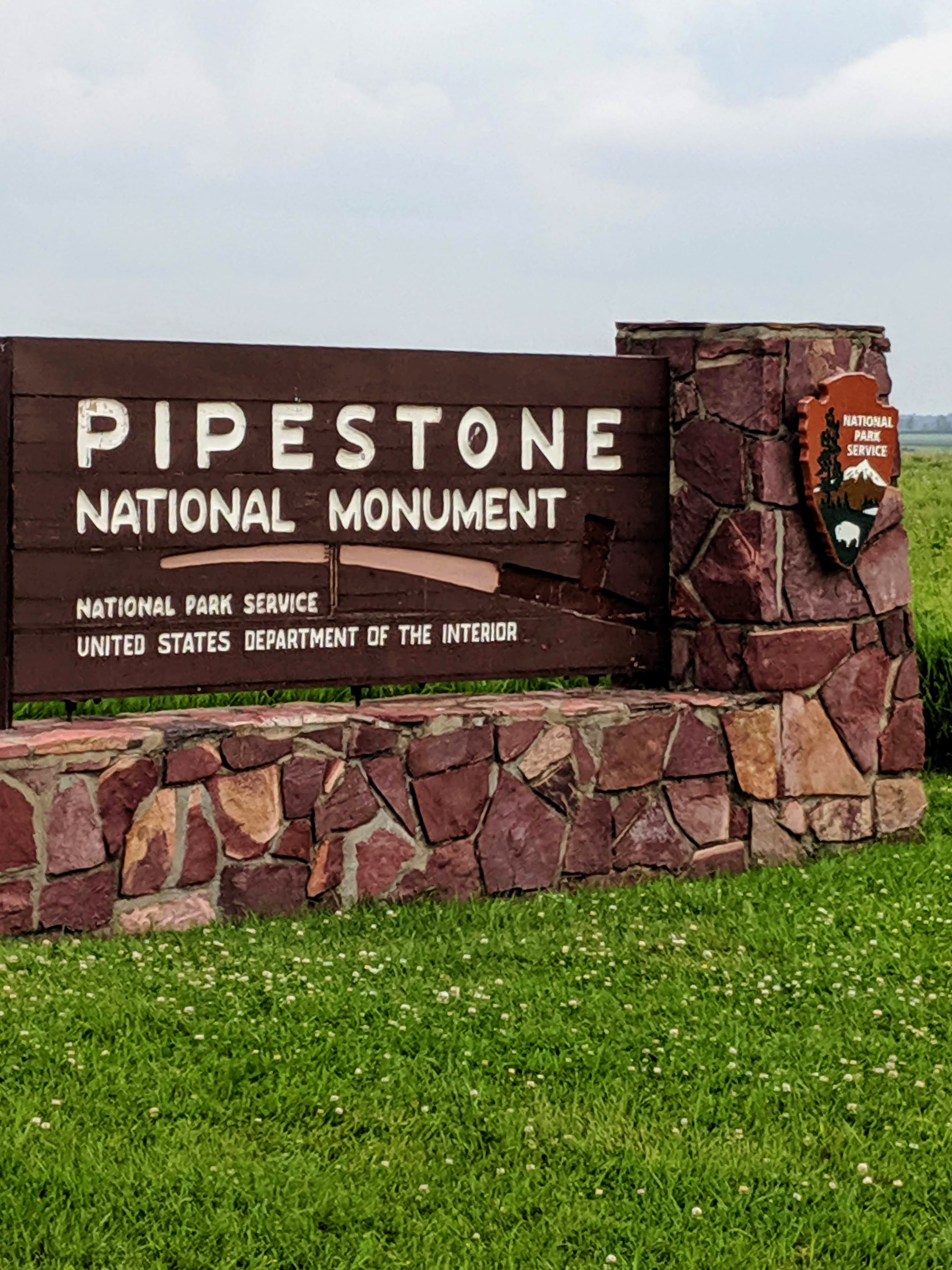

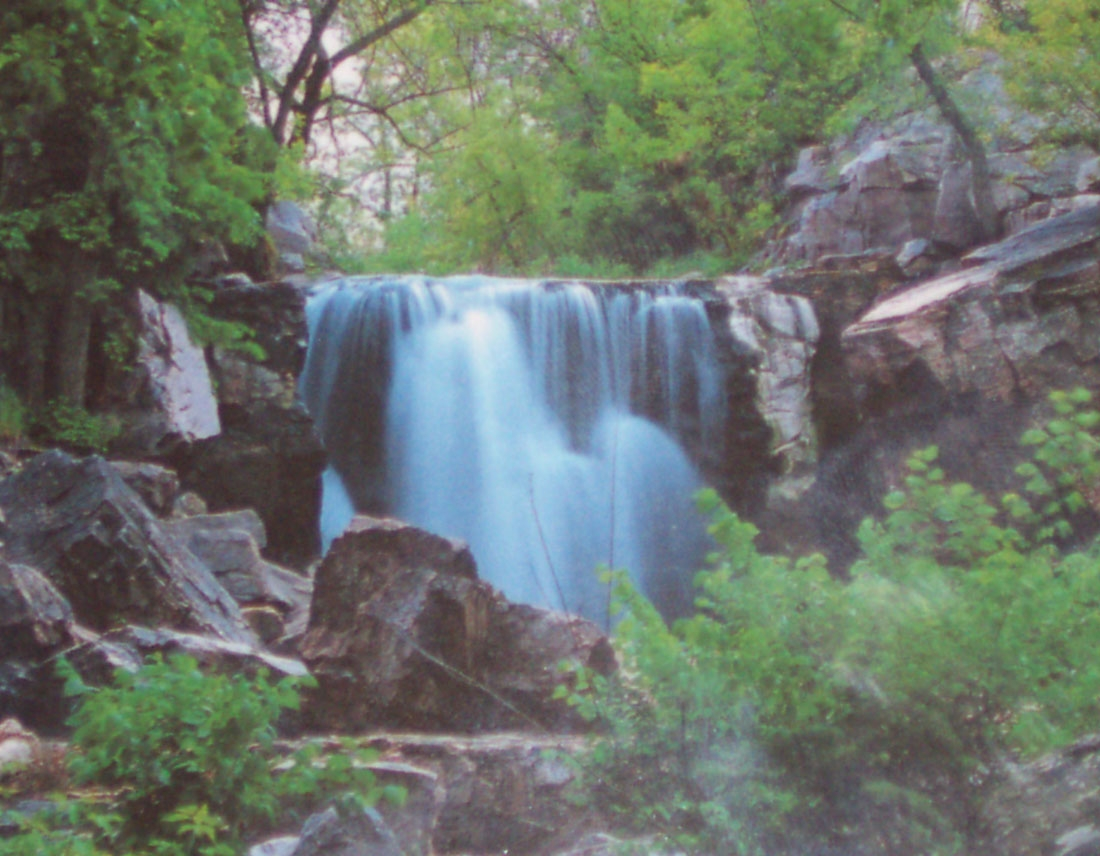

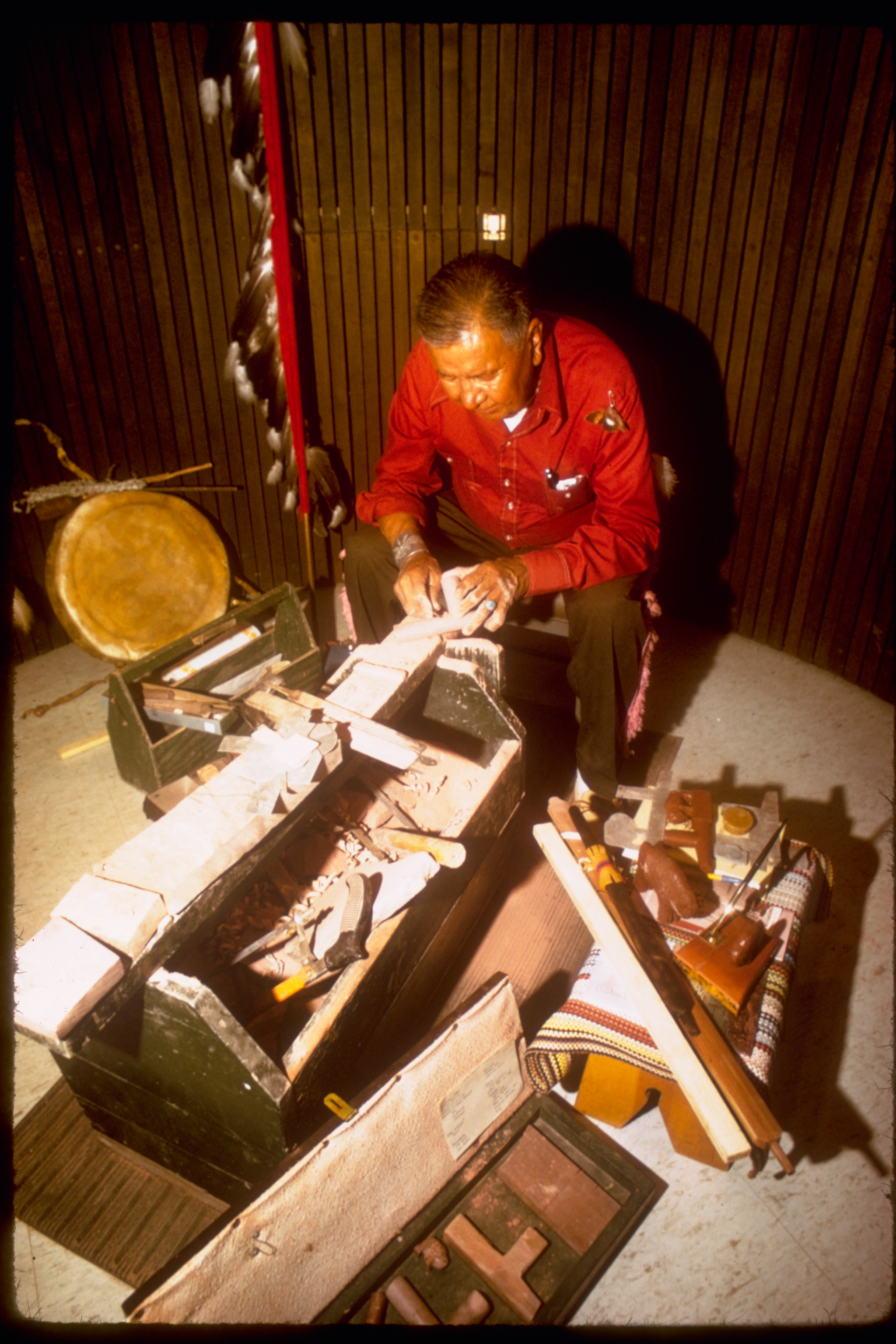

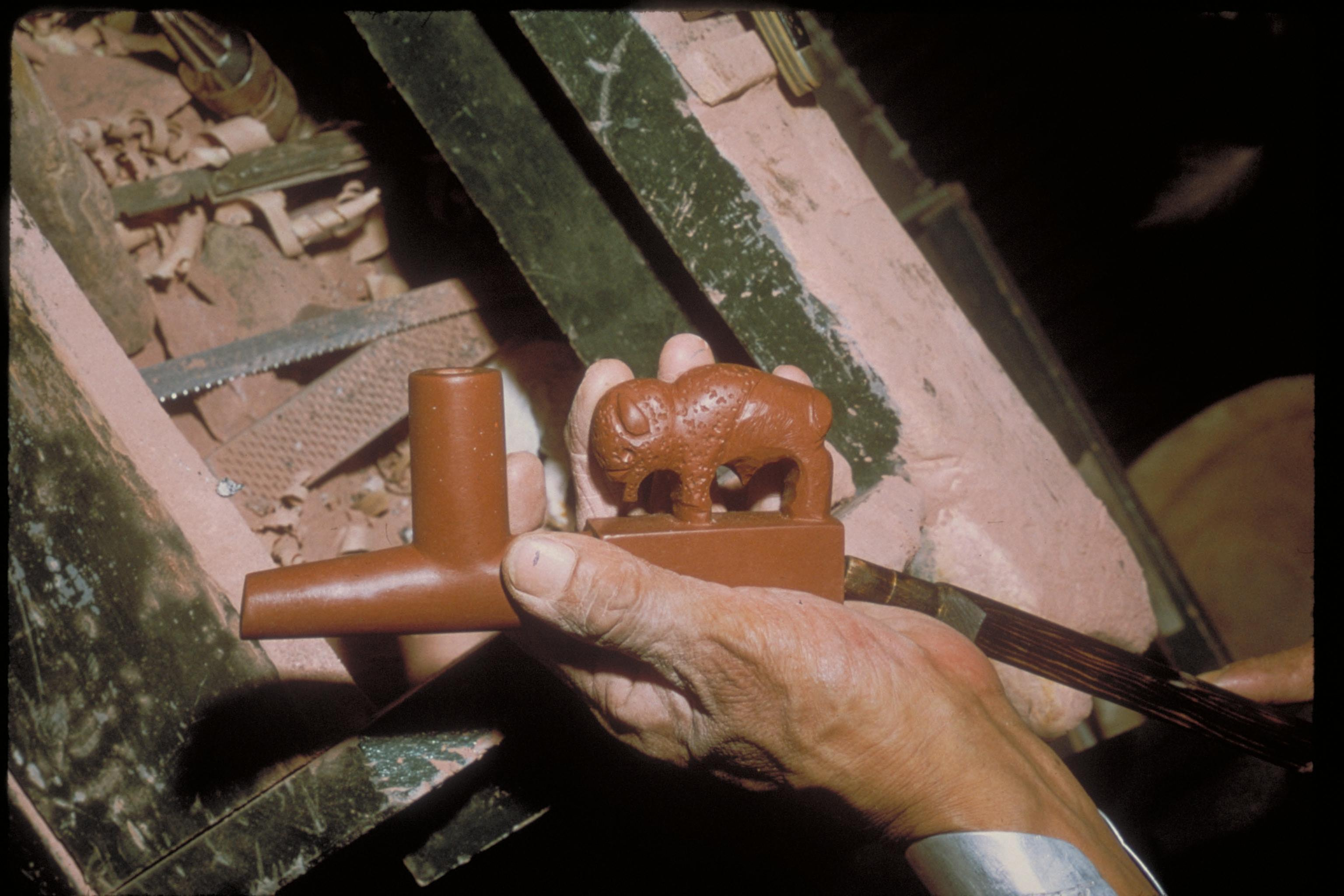